# Franz Xaver Dorsch
Franz Xaver Dorsch (Illertissen, Alemania; 24 de diciembre de 1899 - Münich, 8 de noviembre de 1986) fue un ingeniero alemán en construcción civil,  miembro de las SA con el grado de Obergruppenführer,  y Jefe de la Organización Todt en Berlín bajo la supervisión inicial de Fritz Todt y después de Albert Speer que lo tuvo como su secretario ejecutivo durante la Segunda Guerra Mundial. 
Fue responsable de la ejecución y construcción de las principales obras militares del Tercer Reich en territorio ocupado (Unión Soviética), y del muro defensivo llamado el Muro del Atlántico con el uso de mano de obra esclava.

## Biografía
Dorsch nació en Illertissen, en un distrito de Ulm en Baviera en 1899.  
En 1919 ingresó como estudiante de ingeniería en construcción civil a la Technische Hochschule  en Stuttgart, calificó como ingeniero civil y arquitecto en 1928. En 1922, se unió al NSDAP siendo uno de sus primeros militantes.
En 1929 se asoció a Fritz Todt y ambos fundaron la firma Sager und Wörner.

### Organización Todt
En 1933 se unió a la Organización Todt liderada por el Generalinspektor für das deutsche Straßenwesen (inspector general de Carreteras del Reich) Fritz Todt llegando a ser su más estrecho y leal colaborador.  
Dorsch ejecutó la construcción de las Autobahnen o carreteras  de Hitler a través de toda Alemania.  En 1938 se embarcó en la construcción del Línea Sigfrido (Westwall), una obra defensiva de gran envergadura.   En 1940, Dorsch fue nombrado Jefe de la OT en Berlín cuando Todt fue nombrado Ministro de Armamento y Munición.
Para cuando la Alemania nazi invadió la Unión Soviética, Dorsch fue destinado a revisar la infraestructura vial en el territorio ocupado. En esas funciones, Dorsch fue  testigo de primera línea del trato que se le daba a los prisioneros y población judía en los territorios conquistados, su primera visita a estos territorios para estudiar la infraestructura vial, ocurrió en Minsk donde visitó el campo de concentración de esa ciudad.  Dorsch elevó un informe perturbador sobre las deplorables condiciones de vida de los prisioneros soviéticos.
Dorsch tenía la misión de adecuar la vialidad de ferrocarriles rusos ensanchando la trocha de las vías.  Estas obras iban a ser el medio por el cual se canalizaría la logística de guerra en dirección a la Unión Soviética por un lado; y en el retorno para ejecutar el transporte de prisioneros  a los campos de concentración
En la medida en que el frente se internaba en la vastedad del espacio soviético, Fritz Todt  se iba convenciendo de que la guerra se perdería y así se lo hizo saber al mismo Hitler.
El 8 de febrero de 1942, Todt pereció misteriosamente en un "accidente aéreo" y al día siguiente asumió Albert Speer reemplazándolo en su cargo, Dorsch pasó a ser su principal colaborador con el cargo de secretario ejecutivo.  Desde ese momento se hizo cargo de pesada carga laboral con obras defensivas monumentales cuyos requerimientos provenían directamente de Hitler.
Dorsch quien guardó siempre una estrecha lealtad con Todt  presentó  reticencia y poca adaptabilidad  para trabajar bajo la supervisión de  Albert Speer debido a la diferencia de personalidades entre ambos líderes, de hecho jamás Speer pudo ganarse la lealtad de Dorsch.  Speer de todos modos consideraba a Dorsch un brillante ingeniero y lo convirtió en Jefe Ejecutivo de la Organización.

Dorsch canalizó además la construcción de cientos de búnkeres para el Muro del Atlántico, para submarinos, hangares subterráneos y otras obras monumentales.
Dorsch también fue responsable de la construcción de los búnkeres de Wolfsschanze y del Wehrwolf en Vínnitsa.
Dorsch, fue parte de una camarilla secreta liderada por Martin Bormann junto a Karl Saur del Ministerio de Armamentos y el médico Karl Gebhardt  para  intrigar en la caída de Speer ante Hitler sin éxito, no obstante la posición de Speer se vio resentida ante Hitler.

En febrero de 1944, Dorsch hizo solicitud urgente de mano de obra y por intermedio de Speer tuvo que recurrir a Fritz Sauckel para solicitar mano de obra proveniente de los campos de concentración para poder llevar a cabo las obras de construcción, iniciándose con la solicitud de 1700 mujeres judías del campo de concentración de Walldorf, luego los requerimientos de mano de obra esclava irían in crescendo hasta llegar a 780.000 prisioneros de diferentes nacionalidades. 
En abril de 1944 Hitler nombró a Dorsch como director de la Organización Todt dejando fuera a Speer.

### Posguerra
Terminada la Segunda Guerra Mundial, en mayo de 1945, Dorsch fue capturado por los americanos; pero no se le realizaron cargos a pesar de que tanto Speer como Sauckel fueron imputados por la movilización de mano de obra esclava,  siendo testigo de cargo en Núremberg y  comprometiéndose a trabajar para el Ejército de los Estados Unidos en una memoria técnica de la Organización Todt y de sus obras la cual fue entregada en 1947, la cual contenía cerca de 1000 páginas. Fue liberado en 1947 sin cargos.
Después de la guerra, Dorsch fundó una prestigiosa empresa de ingeniería en construcción llamada Dorsch Consult & Ingenieurgesellschaft mbh realizando importantes obras viales, pipping de gasoductos y de reactores nucleares para varios países entre ellos la  República Federal Alemana y Arabia Saudita.
Curiosamente Dorsch trabajó con Albert Speer (hijo)  en algunos proyectos arquitectónicos.  Dorsch falleció en Múnich a la edad de 87 años en 1986.